# Сражение при Малаге
Сражение при Ма́лаге (англ. Battle of Málaga) — крупнейшее морское сражение в ходе Войны за испанское наследство, произошло 24 августа 1704 года возле испанского города Велес-Малага между англо-голландским флотом адмирала Джорджа Рука и испано-французским флотом графа Тулузского и Адмирал д'Эстре. Оно закончилось тактической победой Испании и Франции, но со стратегической точки зрения победой союзников, поскольку британцы сохранили контроль над Гибралтаром, целью их флота.

## Сражение
Спустя меньше чем через неделю после захвата Гибралтара сэр Джордж Рук получил сведения о том, что французский флот под командованием графа Тулузского направляется для атаки на Гибралтар. Оставив половину своих морских пехотинцев для охраны Гибралтара, сэр Джордж Рук отправился со своим объединённым англо-голландским флотом на перехват французов.
Две эскадры разделились на три группы и пытались обойти друг друга с фланга. Англо-голландский флот шёл по ветру, который дул с северо-востока; оба флота выстроились в линию, направляясь на юго-восток; силы сторон были примерно равны, поэтому каждый из кораблей выбрал себе противника. В течение всего дня стороны довольствовались дальними перестрелками, не идя на какие-либо активные действия. Бой длился одиннадцать часов; около восьми часов вечера, когда начало темнеть, две эскадры воспользовались возможностью разойтись.
Хотя сражении с обеих сторон участвовало совокупно более ста кораблей, но действия противников были вялыми и нерешительными. В результате сражения не было потоплено либо захвачено ни одного корабля противоборствующих сторон, хотя многие корабли едва оставались на плаву и погибло большое количество членов команд. Всего у французов погибло около 1600 человек, у англичан около 2700.
Во время сражения часть английской эскадры под командованием Джорджа Бинга была вынуждена вернуться в Гибралтар, поскольку после недавней бомбардировки оного не осталось достаточного количества боеприпасов для боя с французами.

## Результаты
На рассвете следующего дня после сражения адмирал Джордж Рук не обнаружил французский флот на месте боя. Подумав, что французы отправились к Гибралтару, он спешно повёл свой флот обратно. 
На самом же деле французы предпочли уйти в Тулон и объявили там о своей победе. В действительности же французы своим отступлением фактически признавали своё поражение, поскольку тактически не могли более предпринять каких-либо действий, и в ходе этой войны французский флот в полном составе никогда больше не покидал Тулона. На атаку Гибралтара было послано всего десять кораблей, которые впоследствии все были уничтожены, а атака с суши превратилась в длительную блокаду. Джордж Рук принял решение отступить в Лиссабон, оставив Гибралтарскому гарнизону часть провизии и боеприпасов, которую он смог пожертвовать, не причинив ущерба отступающему флоту.